# دمیترو چومک (وزنه‌بردار)
دمیترو چومک (اوکراینی: Дмитро Віталійович Чумак؛ زادهٔ ۱۱ ژوئیهٔ ۱۹۹۰) ورزشکار وزنه‌برداری اهل اوکراین است.
وی در مسابقات کشوری و بین‌المللی در مجموع برندهٔ ۳ مدال طلا، ۱ مدال نقره، ۱ مدال برنز شده‌است.